# Вестчестер (округ, Нью-Йорк)
41°09′00″ пн. ш. 73°46′30″ зх. д. / 41.15° пн. ш. 73.775° зх. д.
Округ Вестчестер (англ. Westchester County) — округ (графство) у штаті Нью-Йорк, США. Ідентифікатор округу 36119.

## Історія
Округ Уестчестер заснований в 1683 році. 

## Демографія
За даними перепису 
2000 року 
загальне населення округу становило 923459 осіб, зокрема міського населення було 891202, а сільського — 32257.
Серед мешканців округу чоловіків було 441722, а жінок — 481737. В окрузі було 337142 домогосподарства, 235201 родин, які мешкали в 349445 будинках.
Середній розмір родини становив 3,21.
Віковий розподіл населення поданий у таблиці:
| Стать    | До 15 років | 15-21 | 22-29 | 30-39 | 40-49 | 50-65 | 65-85 | Понад 85 |
| -------- | ----------- | ----- | ----- | ----- | ----- | ----- | ----- | -------- |
| Чоловіки | 100570      | 37400 | 41151 | 71636 | 70002 | 69308 | 46675 | 4980     |
| Жінки    | 95422       | 35234 | 42274 | 76906 | 75388 | 79204 | 64630 | 12679    |

## Виноски
1. ↑  Census of Population and Housing. Census.gov. Архів оригіналу за 19 липня 2018. Процитовано 4 червня 2016.
2. ↑  American FactFinder. Бюро перепису населення США. Архів оригіналу за 26 лютого 2012. Процитовано 31 січня 2008.

| США | Це незавершена стаття з географії США. Ви можете допомогти проєкту, виправивши або дописавши її. |